# John Wells (architecte)
Pour les articles homonymes, voir John Wells (homonymie) et Wells.
John Wells (1789–1864), est un architecte canadien d'origine anglaise. Il est surtout connu pour son travail à Montréal, au Québec, notamment au siège social de la Banque de Montréal et au Marché Sainte-Anne, qui ont ensuite abrité les édifices du Parlement à Montréal.
John Wells est né à Norwich, en Angleterre. D'abord charpentier, il travaille sur la façade de St Mary Moorfields à Londres. Il devient ensuite architecte, exposant ses œuvres à la Royal Academy en 1823 et 1828. Profitant de la croissance rapide et du boom démographique, il immigre à Montréal vers 1830. Il construit le Marché Saint-Anne (1832), détruit lors de l'incendie de l'hôtel du Parlement à Montréal. En 1834, il est chargé par John Redpath et Peter McGill de concevoir et de construire une nouvelle maison pour l'église presbytérienne St-Paul. Il conçoit plusieurs édifices religieux pour toutes les confessions, y compris l'église unie Chalmers-Wesley à Québec. Sa popularité personnelle lui attire des commandes privées pour des personnalités montréalaises de premier plan dans le Golden Square Mile - comme la maison Notman (1845) et la Terrasse du Prince de Galles (1860) pour Sir George Simpson, aussi bien que les maisons en rangée de la Place de Près-de-Ville sur la rue de La Gauchetière.
Il meurt à Montréal le 26 avril 1864.

## Galerie

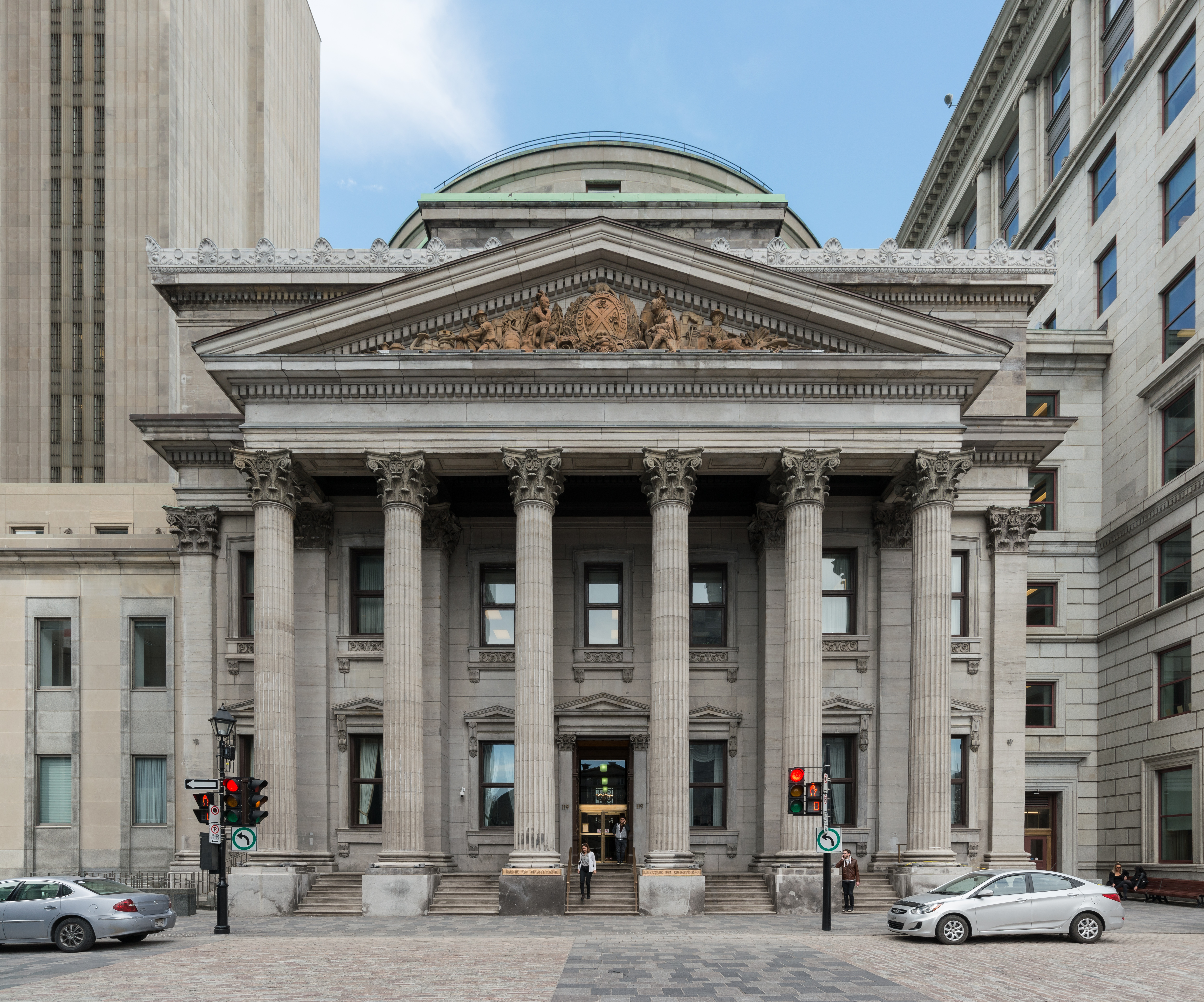
Siège social de la Banque de Montréal
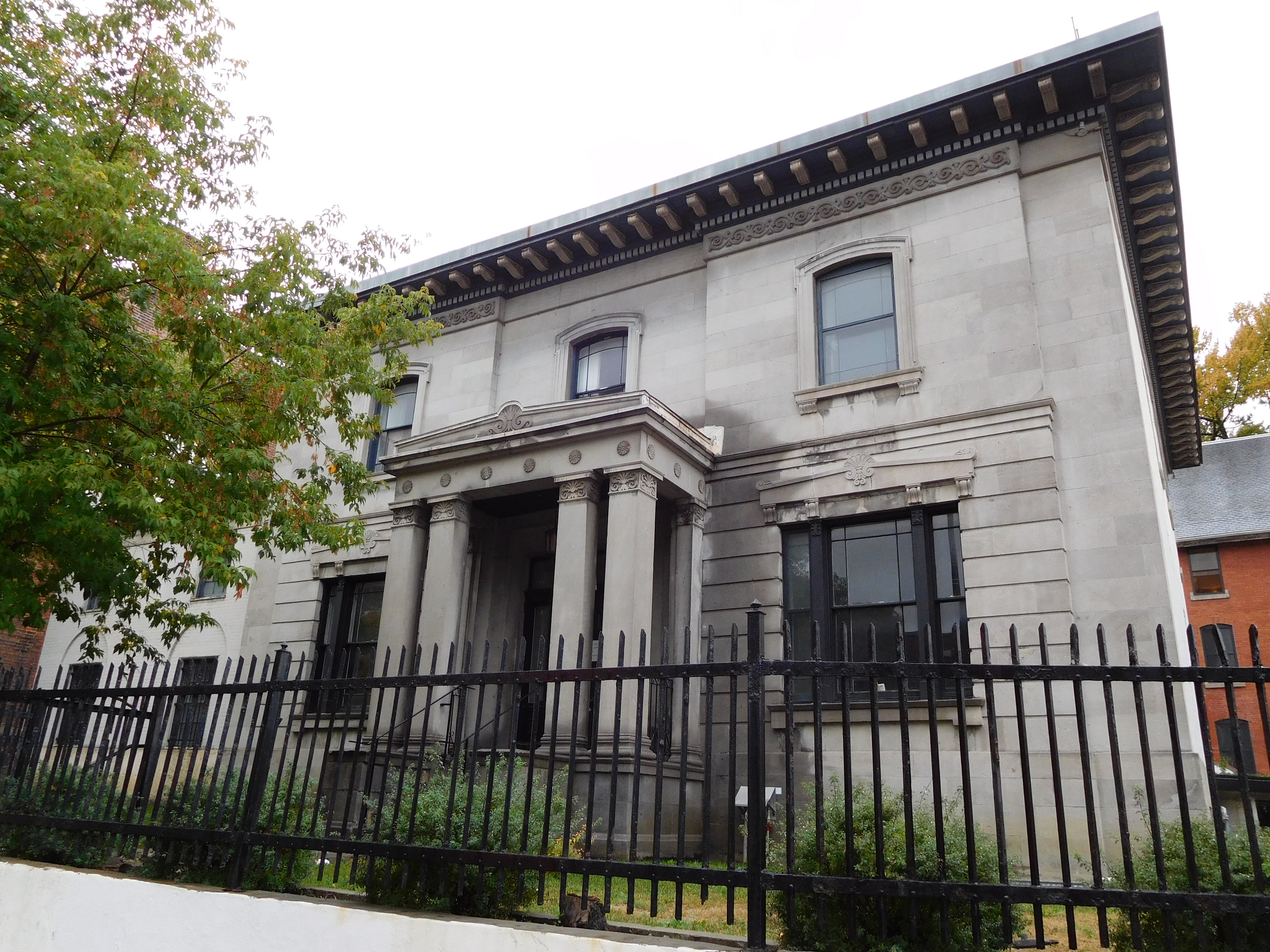
Maison Notman
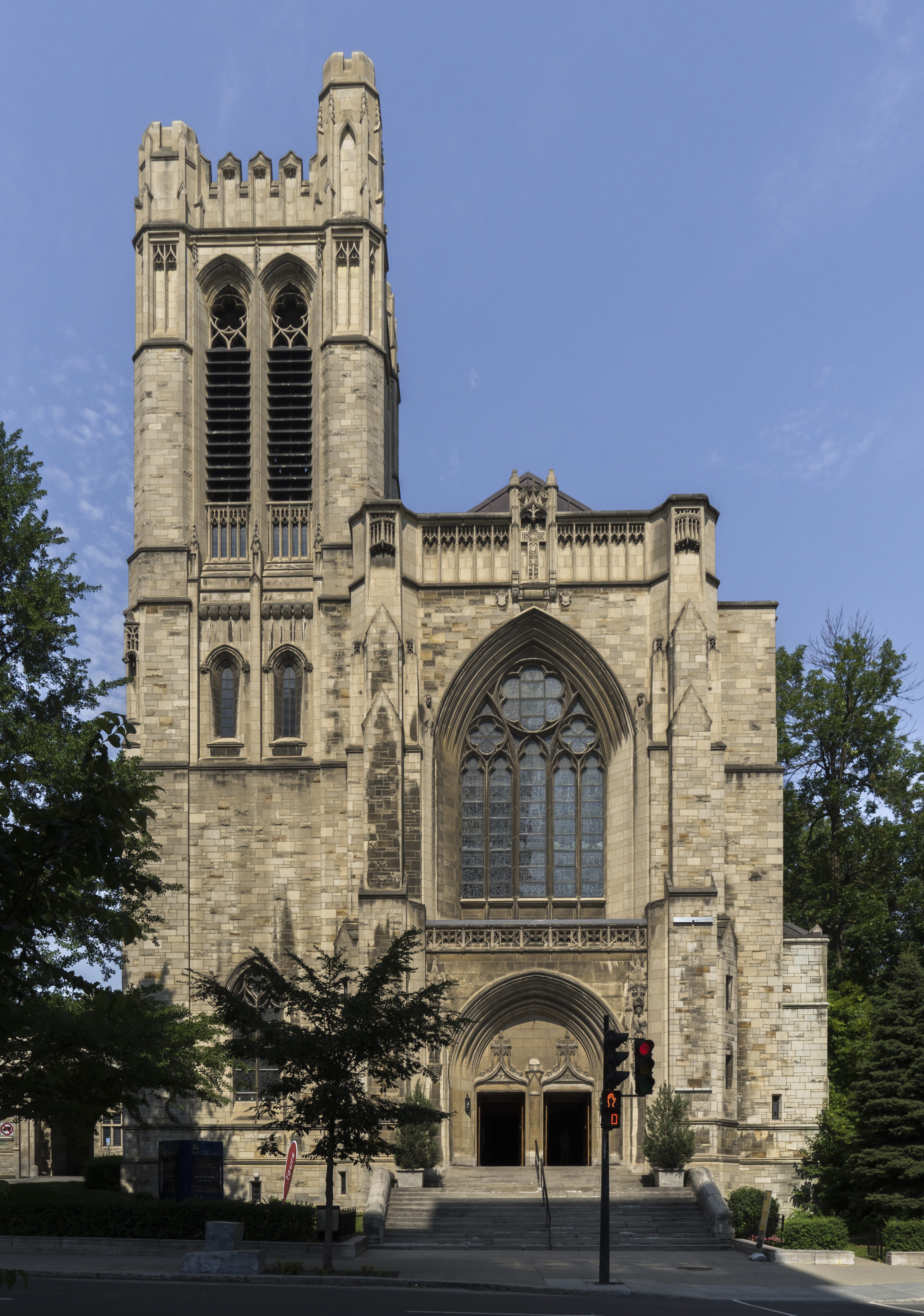
Église St-Andrew and St-Paul